# 石川等
石川 等（いしかわ ひとし、1886年2月18日 - 1953年5月27日）は、日本の技術者、実業家、工学博士。日本カーボン創立者・初代代表取締役社長。電気化学協会第11代会長。炭素協会初代会長。

## 人物・経歴
長野県生まれ。1910年東京高等工業学校（現東京工業大学）電気化学科卒業。学科の1年先輩に冨山保（のちに初代横浜国立大学学長）がいた。同年設立された東京カーボン工業所に技師長として入り、電極の国産化に成功。1915年には原富太郎ら横浜財界の支援を得て独立して日本カーボンを設立。日本における安定的炭素工業企業の先駆けとなった。同社初代代表取締役社長。1930年工学博士（京都帝国大学）。1933年の電気化学協会創立に参画し、同協会関東支部長も務めた。1934年日本学術振興会第18委員会電気材料小委員会分科会主査。1940年日本有機監査役。1948年炭素協会初代会長。1951年電気化学協会会長、蔵前工業会理事長、蔵前工業会館代表取締役会長。胃潰瘍のため体調を崩し、1953年に山王病院で死去。

## 親族
石川敏功元日本カーボン代表取締役社長は養子で、その妻は奥村喜和男元内閣情報局次長の子。

## 著書
- 石川, 等、徳三, 外村『電極・黒鉛・カーボランダム』共立社〈電氣化學工業大系〉、1937年。 NCID BA31104015。
- 石川, 等、田中, 洸『炭素黒鉛及電極』共立社、1940年。 NCID BN14588041。
- 石川, 等、田中, 洸『炭素工業』 上巻、進信堂、1948年。 NCID BA61666568。
- 石川, 等、田中, 洸『炭素工業』 中巻、日本カーボン、1951年。 NCID BA65193708。